# Wet van Lambert

Lambertstraler; S = lichtbron, θ = hoek, I(θ) = stralingssterkte

De wet van Lambert, ook wel cosinuswet van Lambert genoemd, beschrijft hoe ten gevolge van een perspectivisch effect de stralingsintensiteit van de door een oppervlakte-element uitgezonden straling afneemt bij een vlakkere uitstraalhoek. De wet werd opgesteld door Johann Heinrich Lambert.
Als er voor een oppervlakte-element buiten dit meetkundige effect geen andere hoekafhankelijkheid van de stralingsdichtheid is, dan is de stralingsdichtheid in alle richtingen constant. Wanneer dit voor ieder oppervlakte-element van een lichtbron geldt, spreekt men van een lambertstraler.
Een ideaal diffuus reflecterend stuk oppervlak (een zogenaamd lambertoppervlak) geeft onafhankelijk van de belichtingsrichting het ingestraalde vermogen volgens Lambert verdeeld weer af en blijkt dus, onafhankelijk van de kijkhoek steeds even sterk (constante luminantie, het fotometrische equivalent van de stralingsdichtheid).

## Wiskundige beschrijving
Zij θ de hoek ten opzichte van de normaal (loodlijn) op het oppervlak en A de grootte van het lambertoppervlak, dan is de stralingssterkte I(θ) evenredig met A · cos(θ). De evenredigheidsfactor, de verhouding tussen de stralingssterkte en het gereduceerde oppervlak (in de kijkrichting geprojecteerd), is
{\displaystyle {\frac {I(\theta )}{A\cos(\theta )}}=L}
Dit is de luminantie van het oppervlak.
De totale straling van een stukje lambertoppervlak wordt verkregen door de straling per steradiaal in loodrechte richting te vermenigvuldigen met π, de helft van het aantal steradialen van de halve bol. Dit is eenvoudig in te zien doordat bij projectie van een halve eenheidsbol op een vlak de reductie van elk stukje van het oppervlak ook volgens een cosinus-factor gaat, met het resultaat dat het oppervlak van 2π reduceert tot π. 

## Voorbeelden
Een goede benadering voor een lambertstraler is mat papier. Kleine luchtinsluitingen tussen de vezels vormen verstrooiingscentra voor het zichtbare licht. Ontbreken deze, bijvoorbeeld wanneer het papier in water gedrenkt is, dan verliest het papier een deel van zijn reflectievermogen en wordt doorschijnend.

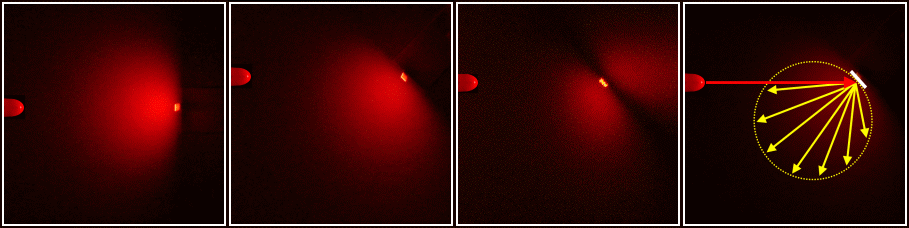
Reflectiegedrag van papier. Toelichting in de tekst

Bovenstaande afbeeldingen illustreren de wet van Lambert proefondervindelijk. Van links valt, ter hoogte van de rode markering aan de rand van het beeld, een laserstraal in (in het rechterplaatje rood ingetekend). Deze straal valt op een loodrecht op het beeldvlak staande strook papier (wit ingetekend). De straal loopt vlak over een scherm dat het door het papier verstrooide licht (gele pijlen) voor de camera zichtbaar maakt. In het eerste plaatje staat het papier loodrecht op de straal; de lichtverdeling is symmetrisch. In het tweede plaatje staat het papier schuin; de verdeling is nagenoeg symmetrisch ten opzichte van de loodlijn op het papier; er is een licht voorkeur te zien voor verstrooiing in de reflectierichting. In het derde plaatje is transparant papier gebruikt, dat bijna evenveel licht doorlaat als terugverstrooit. Er is geen sprake meer van een duidelijke veelvuldige verstrooiing, zodat de afwijking van de wet van Lambert groter is.
Opaalglas (melkglas) strooit ook meer terug dan het doorlaat. Speciale doorschijnende platen gebruiken ook veelvuldige verstrooiing onder kleine hoeken, om bij hoge transparantie zo goed mogelijk een hoekverdeling volgens Lambert te krijgen.
Een zwarte straler zendt straling uit overeenkomstig de wet van Lambert. De helderheid van een gloeiende metaalplaat verandert niet als de plaat ten opzichte van de kijkhoek wordt gekanteld.
Andere voorbeelden van bijna-lambertstralers zijn een led zonder kunststof lensje, en de bol van Ulbricht.